# Michiko Ishii
Michiko Ishii (石井道子, Ishii Michiko), née le 5 février 1933, est une femme politique japonaise, représentant le Parti libéral-démocrate à la Chambre des conseillers du Japon. Elle est également nommée au poste de directrice de l'Agence pour l'Environnement, ancêtre de l'actuel Ministère de l'Envrionnement japonais, au sein du deuxième gouvernement Hashimoto.

## Jeunesse et carrière pré-électorale
Ishii naît le 5 février 1933 à Tokorozawa. Elle obtient son diplôme en pharmacie de l'Université de Tokyo en 1956, et devient pharmacienne dans la ville de Hanno. À la suite du décès de son mari, elle le remplace à l'assemblée préfectorale de Saitama en 1973.

## Carrière électorale
Elle se présente à sa réélection en 1975 et en 1979, et est réélue aux deux occasions.
À la suite de l'introduction d'une représentation proportionnelle à la Chambre des conseillers, elle se présente aux Élections à la Chambre des conseillers du Japon de 1983 (en) sous l'investiture du Parti libéral-démocrate. Elle échoue à se faire élire, mais à la suite du décès de Kiyoshi Takeuchi (ja), conseiller du PLD lui aussi présent sur la liste proportionnelle, elle accède à la Chambre des conseillers en août 1984.
Elle est réélue lors des élections à la Chambre des conseillers du Japon en 1989 (en) et en 1995 (en), toujours à la relance proportionnelle.
Elle est nommée en 1996 au sein du deuxième gouvernement Hashimoto au poste de directrice de l'Agence de l'Environnement, équivalent de l'époque du Ministère de l'Environnement.
Elle annonce prendre sa retraite politique en 2001, et ne se représente pas aux élections de la Chambre des conseillers, souhaitant laisser place aux générations futures. 

## Carrière post-électorale, récompenses et décès
Elle reçoit en 2008 le Grand Cordon de l'ordre du Soleil levant.
Elle meurt le 7 décembre 2012 d'une pneumonie, alors qu'elle suivait un traitement contre une pneumonie.

## Prises de position
De par sa formation de pharmacien, elle s'implique fortement dans les mesures de protection sociale lors de son activité parlementaire. Elle contribue notamment à faire reconnaître les pharmaciens comme personnel médical, les plaçant au cœur du processus de soin en 1992, lors de la réforme du système médical japonais de 1992. Prenant les intérêts des pharmaciens à cœur, il s'agit de la dernière pharmacienne à accéder à la Chambre des conseillers jusque l'élection de Akiko Honda en 2019.
Elle s'implique également fortement dans les mesures visant à alerter sur les problèmes environnementaux, qu'elle juge intergénérationnels,. Elle est l'une des principales actrices de la ratification du protocole de Kyoto.

## Vie privée
Elle épouse Yasuhiko Ishii, membre de l'assemblée préfectorale de Saitama. Ce dernier meurt en 1973.